# Reinhold Suttner
Reinhold Suttner (* 31. Oktober 1927 in Wien; † 21. Oktober 2018 ebendort) war ein österreichischer Politiker (SPÖ). Suttner war Amtsführender Stadtrat in Wien, Präsident des Wiener Landtages und Vorsitzender des Bundesrates.

## Ausbildung und Beruf
Suttner besuchte 1933 bis 1937 die Volksschule im 1938 eingemeindeten Liesing und im Anschluss bis 1941 die Hauptschule in Liesing. 1941 wechselte er an die Handelsschule, die er bis 1944 besuchte. Noch 1944 wurde Suttner in die Wehrmacht eingezogen, 1945 kehrte er aus dem Militärdienst zurück.
Nach seiner Rückkehr aus dem Zweiten Weltkrieg trat Suttner 1946 in den Dienst der Stadt Wien, 1948 wechselte er als Bediensteter zur Arbeiterkammer Niederösterreich, für die er bis 1951 tätig war. Suttner war danach von 1951 bis 1962 bei der Arbeiterkammer Wien beschäftigt, von 1981 bis 1987 war er Generalsekretär des Städtebundes. Er wurde auf dem Friedhof Liesing bestattet.

## Politik
Suttner war nach dem Krieg Mitbegründer der Sozialistischen Jugend in Liesing. 1954 / 1955 hatte er die Funktion des geschäftsführenden Gemeinderats des von Wien wieder losgelösten Perchtoldsdorf inne, wechselte jedoch danach wieder nach Liesing. Er war zunächst von 1962 bis 1968 Bezirksvorsteher von Liesing (sein Vorgänger war Johann Radfux, sein Nachfolger war Hans Lackner) sowie von 1964 bis 1968 Bezirksrat und Obmann der sozialistischen Bezirksvorsteher von Wien.
Mit dem 29. März 1968 wurde Suttner in die Wiener Stadt- und Landesregierung gewählt, wo er das Amt des Amtsführenden Stadtrats für Wohnungs-, Siedlungs- und Kleingartenwesen (später Wohnungswesen) in der Regierung Marek I übernahm. Suttner war in der Folge auch Mitglied der Landesregierungen Marek II, Slavik und Gratz I und schied mit dem 23. November 1973 aus der Regierung aus.
Neben seiner Funktion als Stadtrat war Suttner ab dem 27. April 1969 Mitglied des Landtags und Gemeinderates und wurde am 8. Oktober 1978 zum Landtagspräsidenten gewählt. Mit dem 13. Februar 1979 schied Suttner schließlich aus dem Landtag und Gemeinderat aus. 1973 bis 1978 war Suttner zudem Klubobmann der Sozialistischen Gemeinderats- und Landtagsfraktion.
Seine wirtschaftliche Funktion als Aufsichtsratsvorsitzender der entsprechenden Firma verwickelte ihn um die Mitte der 1970er Jahre in den Bauring-Skandal.
Suttner war vom 14. Februar 1979 bis zum 8. Dezember 1987 Mitglied des Bundesrates und hatte vom 1. Juli bis zum 31. Dezember 1986 den Vorsitz im Bundesrat inne.
Innerparteilich war Suttner von 1957 bis 1975 geschäftsführender Bezirksparteivorsitzender und von 1975 bis 1987 Bezirksparteivorsitzender der SPÖ Wien-Liesing. Zudem war er Mitglied des Parteivorstandes der SPÖ Wien und von 1974 bis 1987 Mitglied des Bundesparteivorstandes der SPÖ. Suttner war von 1964 bis 1970 zudem Landesobmann der Wiener Naturfreunde und von 1982 bis 1987 Delegierter zur Ständigen Konferenz der Gemeinden und Regionen beim Europarat.

## Auszeichnungen
- Großes Silbernes Ehrenzeichen mit dem Stern für Verdienste um die Republik Österreich
- Großes Goldenes Ehrenzeichen für Verdienste um die Republik Österreich (1973)
- Großes Goldenes Ehrenzeichen für Verdienste um das Land Wien (1986)